# Enn Uibo
Enn Uibo (* 25. Oktober 1912 im Dorf Vana-Kariste, Kirchspiel Halliste, Gouvernement Livland, Russisches Kaiserreich, heute Estland; † 31. August 1965 im Gefangenenlager DubrawLag in Jawas, Rajon Subowa Poljana, Mordwinien) war ein estnischer Lyriker und sowjetischer Regimegegner.

## Leben und Werk
Enn Uibo (bis 1938 Ervin Uibo) schrieb bereits als Jugendlicher Gedichte und Prosa. 1935 veröffentlichte er als 22-Jähriger seine erste Gedichtsammlung unter dem Titel Kuldkõrte igatsus. Drei Jahre später erschien sein zweiter Gedichtband Homse nimel.
Bereits während seiner Zeit als Wehrpflichtiger schloss sich Enn Uibo der neuheidnischen, estnisch-nationalgesinnten Religion des Taarausk (Taara-Glauben) an, die damals unter intellektuellen Esten entstanden war. 1938 heiratete er Linda Raidmaa. Im Oktober 1943 wurde das einzige Kind der beiden, die Tochter Halliki, geboren.
Während der ersten sowjetischen Besetzung Estlands 1940/41 schloss sich Enn Uibo den Waldbrüdern, dem bewaffneten Widerstand gegen das Sowjetregime, an. Während der deutschen Besatzungszeit (1941–1944) arbeitete er zunächst in der Bibliothek des Generalstabs. Später wurde er Mitarbeiter des Leiters der estnischen Omakaitse („Selbstschutz“), Arnold Sink. Zur selben Zeit veröffentlichte er Gedichte und Artikel in mehreren estnischen Zeitungen.
Im Frühjahr 1944 überwarf sich Enn Uibo mit den Nationalsozialisten. Er wurde inhaftiert, aber im April 1944 wieder freigelassen. Im Herbst 1944 arbeitete Enn Uibo aktiv an der Wiederherstellung des estnischen Staates im Rahmen der Initiativen von Ministerpräsident Otto Tief und Konteradmiral Johan Pitka mit. Angeblich soll er an der historischen Hissung der estnischen Nationalflagge auf dem Turm Langer Hermann in Tallinn am 20. September 1944 beteiligt gewesen sein.
Mit der zweiten sowjetischen Besetzung Estlands wurde Enn Uibo am 20. November 1944 von der sowjetischen Spionageabwehr SMERSCH verhaftet. Ein Kriegsgericht in Leningrad verurteilte ihn am 8. Februar 1945 zum Tode. Im März 1945 wurde die Strafe auf zehn Jahre Freiheitsentzug herabgesetzt. Er verbrachte die Strafe in den Gefangenenlagern von Norilsk. Ab 1953 dichtete er wieder.
Enn Uibo wurde im September 1954, nach neunjähriger Haft, freigelassen. Er ließ sich zunächst in Norilsk nieder. Zwei Jahre später konnte er nach Estland zurückkehren. Allerdings durfte er nicht nach Tallinn umsiedeln, so dass er zunächst nach Paide, dann nach Viljandi zog. Dort schrieb er weitere Gedichte, die er im Kreis seiner Freunde verteilte.
Wegen seiner Sympathien für den Volksaufstand in Ungarn 1956 verhafteten ihn die sowjetischen Sicherheitsbehörden im April 1957. Im Juli desselben Jahres wurde Uibo vom Obersten Gericht der Estnischen SSR unter Ausschluss der Öffentlichkeit wegen antisowjetischer Agitation und Propaganda zu zehn Jahren Freiheitsstrafe verurteilt. Er verbüßte die Haftstrafe unter extremen Bedingungen in verschiedenen Gulags in Mordwinien. Dort starb er acht Jahre später im Politgefangenenlager Dubrawlag in Jawas, Distrikt Subowa Poljana. Enn Uibo wurde in einem namenlosen Grab in Sosnowka beigesetzt.